# Dominant white cornish
Dominant white cornish – rasa kur. typu mięsnego. Charakteryzują się bardzo szybkim wzrostem kurcząt, których masa ciała wynosi 2 kg w wieku 7 tygodni. Ptaki tej rasy hodowane mogą być jednym z trzech sposobami wyróżniających się gotowością osobników do uboju, a mianowicie: intensywny, półintensywny, ekstensywny. Współczesna rasa dominant white cornish zawiera w swoim genotypie geny kur wielu ras.

## Pochodzenie
Rasa kur dominant white cornish pochodzi z Anglii. Powstała w wyniku krzyżowania rodzimych ras mięsnych angielskich z bojowcami malajskimi.

## Opis cech
Brojlery charakteryzują się następującymi cechami: szybki przyrost masy ciała w oparciu o niski pobór paszy, mają jasny kolor mięsa, który kupujący od razu przyporządkowują do zdrowszego.

### Wygląd
Ptaki tej rasy mają białe upierzenie, groszkowy grzebień, czerwone zausznice, intensywnie żółtą skórę oraz skoki. Charakteryzuje je mocna budowa ciała i bardzo dobrze umięśnienie.
Sylwetkę tych ptaków można wpisać w kwadrat.

### Waga[3].
|       | Masa ciała   |
| ----- | ------------ |
| kogut | ponad 4500 g |
| kura  | 3500 g       |

### Nieśność
Ptaki tej rasy rozpoczynają nieśność w 23.-25. tygodniu życia. W sezonie znoszą 130 jaj.

### Jaja
Skorupka jaj jest w kolorze brązowym i ważą ok. 60 g.